# دیژیک (تاجیکستان)
دیژیک (تاجیکستان) (به لاتین: Dizhik) یک منطقهٔ مسکونی در تاجیکستان است که در ولایت سغد واقع شده‌است.